# Dziura w Ździarach
Dziura w Ździarach – jaskinia w Dolinie Kościeliskiej w Tatrach Zachodnich. Ma dwa otwory wejściowe położone w ścianie Zdziarów, w niewielkim żlebie odchodzącym z Białego Żlebu w jego górnej części, w pobliżu Dziury w Ździarach Wyżniej, na wysokościach 1490 i 1493 metrów n.p.m. Długość jaskini wynosi 6 metrów, a jej deniwelacja 2,5 metrów.

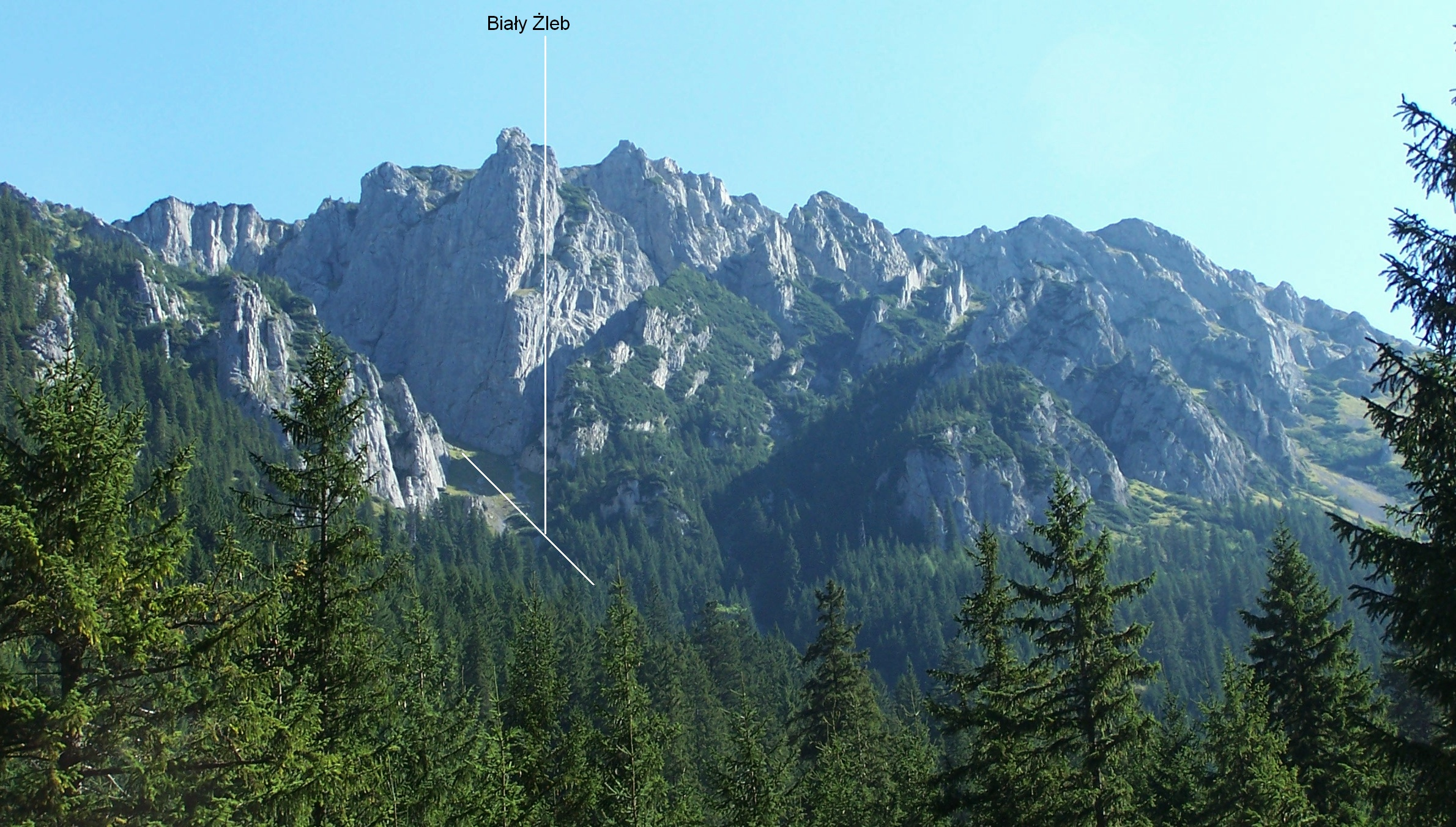
Biały Żleb i ściany Zdziarów

## Opis jaskini
Jaskinię stanowi, idący stromo do góry, ciasny korytarzyk zaczynający się w szerokim otworze dolnym i dochodzący do zawaliska, za którym znajduje się niewielka sala i mały otwór górny.

## Przyroda
W jaskini brak jest nacieków i roślinności.

## Historia odkryć
Jaskinię odkryła I. Luty w 1978 roku, a w 1993 roku sporządziła jej pierwszy plan i opis przy pomocy E. Szczęsny i T. Mardala.